# Frozen II (саундтрек)
Frozen II (Original Motion Picture Soundtrack) (с англ. — «Холодное сердце 2 (саундтрек») — официальный саундтрек к мультфильму «Холодное сердце 2» 2019 года. Он состоит из семи новых песен, написанных Кристен Андерсон-Лопес и Робертом Лопес и исполненных актёрским составом, укороченной версии песни «Reindeer(s) Are Better Than People» («Олени приятней, чем люди») из первой части, трех кавер-версий трёх новых песен, исполненные Кейси Масгрейвс и группами Panic! At the Disco и Weezer. Делюкс-версия саундтрека включает второй диск с музыкой, написанной Кристофом Беком. Саундтрек занял первое место в чарте Billboard 200 в декабре 2019 года. Это первый саундтрек к мультфильму, занявший первую позицию со времен саундтрека к первому мультфильму.

## Создание
В марте 2018 года Кристен Андерсон-Лопес рассказала в интервью, что она и её муж, Роберт Лопес, вернутся к написанию новых песен для продолжения «Холодного сердца» и песня Анны (Кристен Белл) уже записана для сиквела. 13 августа 2019 года Джош Гэд (голос Олафа) заявил, что песни второй части будут «даже лучше» и «более цепляющими», чем в первом фильме. Во время выставки D23 Expo 2019 было раскрыто, что в мультфильме будет исполнено семь новых песен. Полный плейлист был анонсирован 30 сентября одновременно со стартом предзаказов альбома; саундтрек был выпущен Walt Disney Records 15 ноября.
Один из режиссёров Дженнифер Ли рассказала, что «песни и музыкальные композиции „Холодного сердца 2“ отражают взросление героев и более глубокое раскрытие их истории». Также Ли назвала песни «эмоциональными, личными, всё ещё мощными, чувственными, но невероятно эпичными». В то время, как другой режиссёр мультфильма Крис Бак заявил, что «музыка супругов Лопес и [композитора] Кристофа Бека — это часть ДНК „Холодного сердца“. Мы не смогли бы построить мультфильм без них. Они несут очень богатое на эмоции понимание мира и персонажей, через их удивительную музыку мы можем невероятно расширить историю». Песня «Into the Unknown», исполненная Идиной Мензел с дополнительными вокальными партиями норвежской певицы Aurora, была названа новой «Let It Go». Кристен Андерсон-Лопес заявила, что «с самого начала их [с мужем] работы с Дженнифер Ли, Крисом Баком и Питером Дель Вечо, всё [, что они создали,] основывалось на вопросах — что требуется рассказать этой историей?» Андерсон-Лопес также добавила, что она и её муж «продвигали сюжет истории, когда героев переполняли настолько сильные чувства и эмоции, что они могли только петь». Роберт Лопес сказал, что «[их семейная] традиция написания песен берёт начало в мире музыкального театра, где песни всегда направляют истории в новые русла. Каждая песня должна отправлять героя в путешествие». 4 ноября 2019 года версия песни «Into the Unknown» от группы Panic! At the Disco была выпущена синглом с саундтрека. 7 ноября была выпущена корейская версия песни, исполненная звездой K-pop Тхэён. Клип на песню «Into the Unknown» в исполнении группы Panic! At the Disco появился в сети 22 ноября 2019 года.
Композитором второй части выступил Кристоф Бек, ранее работавший над первой. При написании оригинальной музыки Бек задействовал элементы традиционной норвежской музыки, причём в этом ему помог женский хор Cantus. Бек считает, что композиции в исполнении хора придают мультфильму атмосферу волшебных ощущений. Саундтрек, по мнению Бека, отражает взросление Эльзы и Анны, а также раскрывает «глубокую» эмоциональную сюжетную линию мультфильма.

## Список композиций
Все песни написаны Робертом Лопес и Кристен Андерсон-Лопес, все музыкальные композиции — Кристофом Беком.
| №                   | Название                                       | Исполнитель                                                | Длительность |
| ------------------- | ---------------------------------------------- | ---------------------------------------------------------- | ------------ |
| 1.                  | «All Is Found»                                 | Эван Рейчел Вуд                                            | 2:05         |
| 2.                  | «Some Things Never Change»                     | Кристен Белл, Идина Мензел, Джош Гэд, Джонатан Грофф и до. | 3:29         |
| 3.                  | «Into the Unknown»                             | Идина Мензел feat. AURORA                                  | 3:14         |
| 4.                  | «When I Am Older»                              | Джош Гэд                                                   | 1:51         |
| 5.                  | «Reindeer(s) Are Better Than People» (реприза) | Джонатан Грофф                                             | 0:26         |
| 6.                  | «Lost in the Woods»                            | Джонатан Грофф                                             | 3:00         |
| 7.                  | «Show Yourself»                                | Идина Мензел и Эван Рейчел Вуд                             | 4:20         |
| 8.                  | «The Next Right Thing»                         | Кристен Белл                                               | 3:36         |
| 9.                  | «Into the Unknown» (титры)                     | Panic! At the Disco                                        | 3:09         |
| 10.                 | «All Is Found» (титры)                         | Кейси Масгрейвс                                            | 3:03         |
| 11.                 | «Lost in the Woods» (титры)                    | Weezer                                                     | 3:05         |
| Общая длительность: | Общая длительность:                            | Общая длительность:                                        | 31:18        |

| №   | Название                                                       | Исполнители                           | Длительность |
| --- | -------------------------------------------------------------- | ------------------------------------- | ------------ |
| 12. | «All Is Found (Lullaby Ending)» (Outtake)                      | Эван Рейчел Вуд                       | 1:54         |
| 13. | «Home» (Outtake)                                               | Кристен Белл                          | 2:56         |
| 14. | «I Seek the Truth» (Outtake)                                   | Кристен Андерсон-Лопес и Патти Мурин  | 4:01         |
| 15. | «Unmeltable Me» (Outtake)                                      | Джош Гад                              | 1:25         |
| 16. | «Get This Right» (Outtake)                                     | Джонатан Грофф и Кристен Белл         | 3:46         |
| 17. | «All Is Found» (инструментал)                                  | Кристен Андерсон-Лопес и Роберт Лопес | 2:07         |
| 18. | «Some Things Never Change» (инструментал)                      | Кристен Андерсон-Лопес и Роберт Лопес | 3:27         |
| 19. | «Into the Unknown» (инструментал)                              | Кристен Андерсон-Лопес и Роберт Лопес | 3:16         |
| 20. | «When I Am Older» (инструментал)                               | Кристен Андерсон-Лопес и Роберт Лопес | 1:52         |
| 21. | «Reindeer(s) Are Better Than People (реприза)» (инструментал)  | Кристен Андерсон-Лопес и Роберт Лопес | 0:14         |
| 22. | «Lost in the Woods» (инструментал)                             | Кристен Андерсон-Лопес и Роберт Лопес | 3:01         |
| 23. | «Show Yourself» (инструментал)                                 | Кристен Андерсон-Лопес и Роберт Лопес | 4:18         |
| 24. | «The Next Right Thing» (инструментал)                          | Кристен Андерсон-Лопес и Роберт Лопес | 3:36         |
| 25. | «Into the Unknown (версия Panic! At The Disco)» (инструментал) | Кристен Андерсон-Лопес и Роберт Лопес | 3:08         |
| 26. | «All Is Found (версия Кейси Масгрейвс)» (инструментал)         | Кристен Андерсон-Лопес и Роберт Лопес | 3:01         |
| 27. | «Lost in the Woods (версия Weezer)» (инструментал)             | Кристен Андерсон-Лопес и Роберт Лопес | 3:02         |

| №   | Название                   | Исполнитель                      | Длительность |
| --- | -------------------------- | -------------------------------- | ------------ |
| 1.  | «Introduction»             | Кристоф Бек                      | 0:59         |
| 2.  | «The Northuldra»           | Кристоф Бек                      | 2:35         |
| 3.  | «Sisters»                  | Кристоф Бек                      | 1:05         |
| 4.  | «Exodus»                   | Кристоф Бек                      | 1:21         |
| 5.  | «The Mist»                 | Кристоф Бек                      | 2:42         |
| 6.  | «Wind»                     | Кристоф Бек                      | 3:06         |
| 7.  | «Iduna's Scarf»            | Кристоф Бек и актёры мультфильма | 4:37         |
| 8.  | «Fire and Ice»             | Кристоф Бек                      | 3:16         |
| 9.  | «Earth Giants»             | Кристоф Бек                      | 1:57         |
| 10. | «The Ship»                 | Кристоф Бек                      | 4:55         |
| 11. | «River Slide»              | Кристоф Бек                      | 2:32         |
| 12. | «Dark Sea»                 | Кристоф Бек                      | 2:47         |
| 13. | «Ghosts of Arendelle Past» | Кристоф Бек                      | 2:58         |
| 14. | «Gone Too Far»             | Кристоф Бек                      | 3:43         |
| 15. | «Rude Awakening»           | Кристоф Бек                      | 2:05         |
| 16. | «The Flood»                | Кристоф Бек                      | 3:34         |
| 17. | «Reindeer Circle»          | Кристоф Бек                      | 1:40         |
| 18. | «Reunion»                  | Кристоф Бек                      | 3:50         |
| 19. | «Epilogue»                 | Кристоф Бек                      | 3:25         |

## Локализованный русскоязычный саундтрек
| №                   | Название                             | Исполнитель                                                   | Длительность |
| ------------------- | ------------------------------------ | ------------------------------------------------------------- | ------------ |
| 1.                  | «Баллада о реке Ахтохаллэн»          | Елизавета Пащенко                                             | 2:05         |
| 2.                  | «Вечные вещи»                        | Наталия Быстрова, Анна Бутурлина, Сергей Пенкин, Андрей Бирин | 3:30         |
| 3.                  | «Вновь за горизонт»                  | Анна Бутурлина feat. Aurora                                   | 3:14         |
| 4.                  | «Когда я стану взрослым»             | Сергей Пенкин                                                 | 1:51         |
| 5.                  | «Олени приятней, чем люди» (реприза) | Андрей Бирин                                                  | 0:26         |
| 6.                  | «Блуждаю в лесу»                     | Андрей Бирин                                                  | 3:00         |
| 7.                  | «Где же ты?»                         | Анна Бутурлина и Елизавета Пащенко                            | 4:20         |
| 8.                  | «Делай, что должна»                  | Наталия Быстрова                                              | 3:36         |
| 12.                 | «Вновь за горизонт» (титры)          | Роман Архипов                                                 | 3:09         |
| 13.                 | «Баллада о реке Ахтохаллэн» (титры)  | Наталья Павлова и Павел Алоин                                 | 3:03         |
| 14.                 | «Блуждаю в лесу» (титры)             | Михаил Веселов                                                | 3:05         |
| Общая длительность: | Общая длительность:                  | Общая длительность:                                           | 30:39        |

## Чарты

### Недельные чарты
| Чарт (2019—2020)                         | Высшая позиция |
| ---------------------------------------- | -------------- |
| Австралия (ARIA)                         | 2              |
| Австрия (Ö3 Austria)                     | 1              |
| Бельгия/Фландрия (Ultratop)              | 15             |
| Бельгия/Валлония (Ultratop)              | 30             |
| Канада (Canadian Albums Chart)           | 4              |
| Дания (Hitlisten)                        | 16             |
| Нидерланды (Album Top 100)               | 14             |
| Finnish Albums (Suomen virallinen lista) | 46             |
| French Albums (SNEP)                     | 27             |
| Германия (Offizielle Top 100)            | 3              |
| Italian Compilation Albums (FIMI)        | 2              |
| Japan Hot Albums (Billboard)             | 6              |
| Япония (Oricon)                          | 6              |
| New Zealand Albums (RMNZ)                | 8              |
| Норвегия (VG-lista)                      | 21             |
| Польша (ZPAV)                            | 15             |
| South Korean Albums (Gaon)               | 5              |
| Spanish Albums (PROMUSICAE)              | 28             |
| Швейцария (Schweizer Hitparade)          | 13             |
| UK Compilation Albums (OCC)              | 1              |
| США (Billboard 200)                      | 1              |
| US Kid Albums (Billboard)                | 1              |
| US Top Soundtracks (Billboard)           | 1              |

### Годовые чарты
| Чарт (2019)                        | Позиция |
| ---------------------------------- | ------- |
| Austrian Albums (Ö3 Austria)       | 41      |
| French Albums (SNEP)               | 132     |
| Чарт (2020)                        | Позиция |
| Australian Albums (ARIA)           | 24      |
| Austrian Albums (Ö3 Austria)       | 9       |
| Belgian Albums (Ultratop Flanders) | 36      |
| Belgian Albums (Ultratop Wallonia) | 73      |
| Canadian Albums (Billboard)        | 17      |
| Danish Albums (Hitlisten)          | 68      |
| Dutch Albums (Album Top 100)       | 76      |
| French Albums (SNEP)               | 84      |
| German Albums (Offizielle Top 100) | 22      |
| New Zealand Albums (RMNZ)          | 38      |
| Swiss Albums (Schweizer Hitparade) | 69      |
| US Billboard 200                   | 13      |
| US Soundtrack Albums (Billboard)   | 1       |